# Refugi de l'Arp
El refugi de l'Arp és un refugi de muntanya del municipi de la Vansa-Fórnols, a la comarca de l'Alt Urgell, situat al prat de l'Arp, a 1.937 metres d'altitud, a 400 metres de l'estació d'esquí nòrdic de Tuixent-la Vansa.
El refugi va ser construït l'any 1978 i es va reformar l'any 2008. Des de l'any 2020 la gestió depèn del Club Esport i Salut Catalunya. Disposa de bar, restaurant, serveis, dutxes i, actualment (2021), 28 places d'allotjament. La terrassa exterior ofereix unes bones vistes a la vall de la Vansa i el Pirineu. A la planta baixa hi trobem el rebedor, dos lavabos i una gran sala amb llar de foc, taules, cadires i la barra de bar. També hi ha la cuina i un magatzem tancat amb clau on poder deixar els esquís. Pujant les escales s'accedeix a la planta de descans distribuïda en dues habitacions de 4 llits, una de 2, una de 5 i una de 8. També hi ha dos banys amb dutxa.
És un lloc molt concorregut i ideal per allotjar-s'hi si es vol practicar l'esquí nòrdic, l'esquí de muntanya o excursions amb raquetes de neu, a l'hivern, o senderisme la resta de l'any.